# Башкентрай
Башкентрай (a.k.a. Sincan—Kayaş Line), (тур. Başkentray) — залізнична лінія в Анкарі, по якій рухаються приміські поїзди. Проходить від станції Анкара до Сінджана на захід і до Кайаша на схід. 
Будівництво залізниці до Синджана завершилося у 1892 році, через неї почали проходити кілька поїздів щодня (локомотив і три вагони). Однак після передачі дороги компанії Турецьких залізниць почалася модифікація залізниці і введення в експлуатацію нових поїздів. У 1972 році відбулася електрифікація, були введені в експлуатацію поїзда E14000. З 2010 року ходять нові поїзди E23000. 
11 липня 2016 року станція була закрита на 18 місяців у зв'язку з необхідністю капітального ремонту та переробки колій. 

## Станції
- Сінджан
- Лалє (2 км)
- Ерьяман (5 км)
- Емірлер (6 км)
- Гюнеш (10 км)
- Етімесгут (11 км)
- Субаєвлєрі (14 км)
- Хавадураги (16 км)
- Йилдирим (18 км)
- Бехічбей (26 км)
- Маршандиз (29 км)
- Бульвар Анадолу
- Мотор Фабрикаси (32 км)
- Гази (34 км)
- Чіфтлик
- Гази Махаллєсі (35 км)
- Іподром (37 км)
- Бульвар Мєвлана
- Казим Карабєкір Каддєсі
- Вокзал Анкари, автостанція Малтєпє (25 км)
- Бульвар Ататюрка
- Станція метро Сіххійе
- Йенішехір (42 км)
- Аднан Сайгун Каддєсі
- Думлупинар Каддесі
- Автостанція Куртулуш (43 км)
- Джебєджи (45 км)
- Демирлібахче (45 км)
- Гюлвєрєн (47 км)
- Саймєкадин (48 км)
- Мамак (51 км)
- Багдєрєсі (53 км)
- Юрєгіл (55 км)
- Топкая (56 км)
- Кьостендже (58 км)
- Кайяш (60 км)